# Cappelenite-(Y)
La cappelenite-(Y) è un minerale.